# Skomelno
Skomelno je obec v okrese Rokycany v Plzeňském kraji. Leží necelé tři kilometry jihovýchodně od Radnic a zhruba dvanáct kilometrů severovýchodně od Rokycan. Žije v ní 201 obyvatel.

## Historie
První písemná zmínka o obci pochází z roku 1379.

## Obyvatelstvo
| Rok            | 1869 | 1880 | 1890 | 1900 | 1910 | 1921 | 1930 | 1950 | 1961 | 1970 | 1980 | 1991 | 2001 | 2011 | 2021 |
| -------------- | ---- | ---- | ---- | ---- | ---- | ---- | ---- | ---- | ---- | ---- | ---- | ---- | ---- | ---- | ---- |
| Počet obyvatel | 476  | 509  | 485  | 386  | 411  | 382  | 393  | 312  | 268  | 240  | 178  | 160  | 140  | 192  | 200  |
| Počet domů     | 73   | 75   | 75   | 66   | 70   | 76   | 86   | 86   | 84   | 78   | 70   | 87   | 102  | 108  | 115  |

## Obecní správa
Mezi lety 1869–1950 bylo obcí v okrese Plzeň (1869–1890) a později v okrese Rokycany. V letech 1961–1971 bylo částí města Radnice a od 26. listopadu 1971 do 31. března 1980 bylo znovu obcí, kdy se konaly obecní volby. Od 1. dubna 1980 do 23. listopadu 1990 patřilo znovu jako čast města k Radnicím a od 24. listopadu 1990 je opět samostatnou obcí.

### Obecní symboly
Znak a vlajka byly obci uděleny rozhodnutím předsedy Poslanecké sněmovny Parlamentu České republiky dne 24. listopadu 2014.

## Zajímavost
Ve Skomelnu se v roce 1857 narodil Václavovi Ocáskovi syn Josef Ocásek. Ten se v dospělosti odstěhoval do obce Steierdorf-Anina v Banátu v Rumunsku. V roce 1906 se s manželkou Annou a s rodinou vystěhoval z Rumunska do Spojených států amerických a usídlil se v Clevelandu. Společně s ním se přistěhoval syn August Ocásek (6. září 1886 Anina–11. listopadu 1957 Cleveland), jemuž se zde narodil syn Theodore Otcasek (16. ledna 1921 Cleveland–2. července 2003 San Diego), Josefův vnuk. Pravnuk Ric Ocasek, rodným jménem Richard Theodore Otcasek (23. března 1944 Baltimore–15. září 2019 New York) byl kytaristou a zpěvákem rockové skupiny The Cars.